# Бринь (Думіницький район)
Бринь (рос. Брынь) — село в Думіницькому районі Калузької області Російської Федерації.
Населення становить 758 осіб. Входить до складу муніципального утворення Село Бринь.

## Історія
Від 2004 року входить до складу муніципального утворення Село Бринь.

## Населення
| 1782 | 1859  | 1880  | 1897  | 1913  | 2002 | 2010 |
| ---- | ----- | ----- | ----- | ----- | ---- | ---- |
| 1281 | ↗2319 | ↘2219 | ↗2392 | ↗2412 | ↘888 | ↘758 |